# Stade Auto Lyon
Lo Stade Auto Lyon è una società cestistica avente sede a Lione, in Francia.

## Storia
Nel 1916 Marius Berliet, fondatore della casa d'auto Berliet, creò l'Union Sportive Berliet, come dopolavoro per i propri operai. Durante la seconda guerra mondiale le attività sportive vennero meno, ma nel 1944 venne creato lo Stade Berliet che nel 1949 divenne appunto lo Stade Auto Lyon.
La squadra ha avuto il suo momento di massimo splendore dalla fine degli anni 1950 e gli anni 1960 quando giocò per diverse stagioni ai massimi livelli, vincendo la Coppa di Francia 1961 e partecipando, a livello europeo, alla Coppa delle Coppe 1968-1969.
Oggi gioca nelle serie dilettantistiche del campionato francese.

## Palmarès
- Coppa di Francia: 1

1961